# ساطع عبد الناصر
ساطع عبد الناصر، لاعب كرة قدم قطري من أصول سورية يلعب في نادي قطر .
كانت بداياته مع النادي الأهلي و إنتقل إلى نادي قطر عام 2017 و انتقل إلى النادي العربي في عام 2018 و انتقل إلى نادي قطر في عام 2022.
ساطع عبد الناصر مثل المنتخب القطري تحت 23 عام .

## روابط خارجية
- ساطع عبد الناصر على موقع Soccerway.com (الإنجليزية)